# Condensare
În termodinamică condensarea este o transformare de fază prin care vaporii unei substanțe se transformă în lichid. Fenomenul de condensare se produce când presiunea parțială a vaporilor este mai mare decât presiunea de saturație a vaporilor substanței respective la temperatura vaporilor. Pentru o substanță oarecare condensarea poate avea loc doar sub punctul critic al substanței respective, punct din care într-o diagramă p-V începe curba de saturație a vaporilor a vaporilor respectivi.
Condensarea vaporilor este un proces exoterm. Dacă se dorește menținerea stării termodinamice a sistemului, căldura degajată în urma condensării (căldura latentă de condensare) trebuie evacuată din sistem, altfel temperatura sistemului crește, adică sistemul se încălzește.

## Condensarea vaporilor de apă
Condensarea vaporilor de apă din atmosferă este importantă pentru circuitul apei deoarece formează norii. Aceștia pot produce precipitații, care reprezintă principalul mod de întoarcere a apei pe Pământ. Condensarea este opusul evaporării. Condensarea este de asemenea cauza formării ceții, a aburirii ochelarilor atunci când se iese dintr-o camera răcoroasă afară, unde este cald și umed, a apei care se scurge pe partea exterioară a unui pahar, precum și a apei care se formează pe interiorul geamurilor casei dvs într-o zi rece. Chiar și în zilele cu cer senin, apa este prezența sub formă vaporilor și particulelor, dar care sunt prea mici pentru a fi văzute. Moleculele de apă se combină cu micile particule de praf, sare și fum din atmosfera și formează picături mici care se combină unele cu altele, alcătuind norii. Pe măsură ce aceste mici picături se combină și își măresc dimensiunile, norii se pot dezvolta și pot apărea precipitații. Norii se formează în atmosfera deoarece aerul care conține vapori de apă se ridică și se răcește.